# Koreai építészet

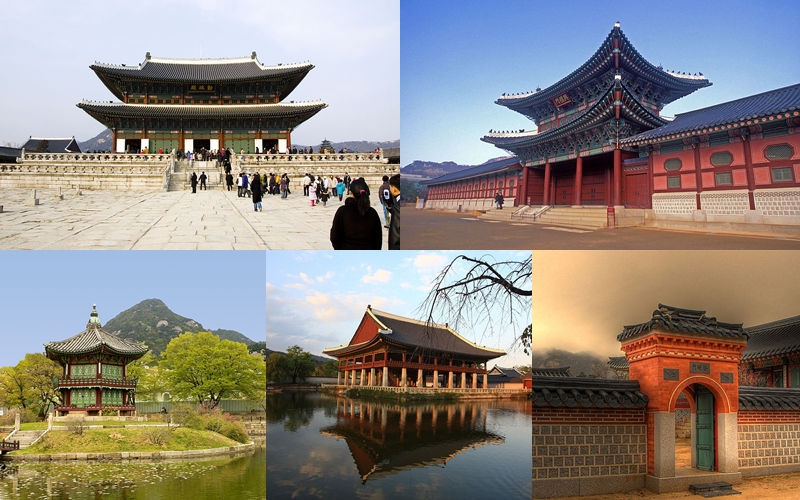
A Kjongbokkung (Gyeongbokgung) palota Szöulban

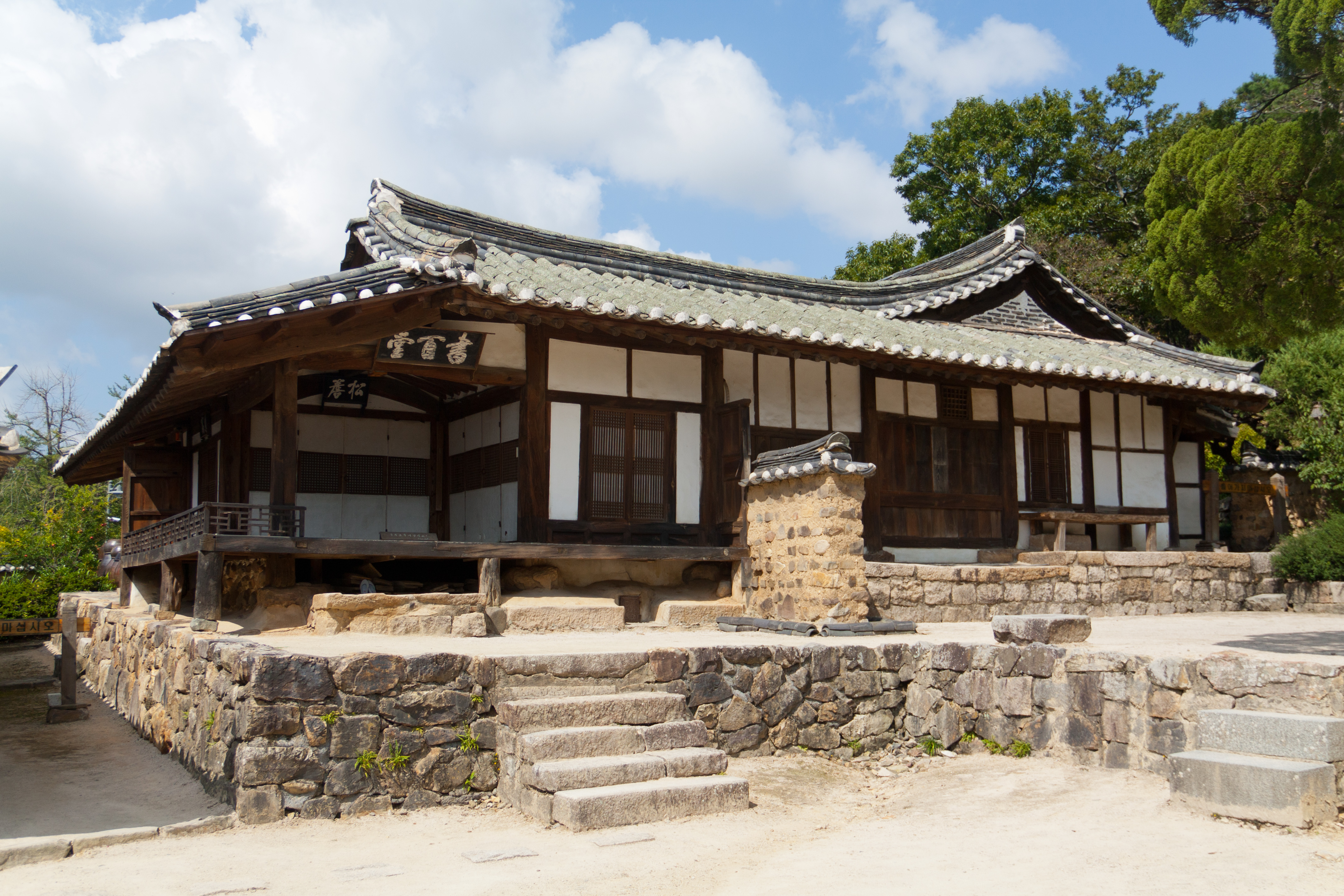
A Szobektang (Seobaekdang), Korea legrégebbi fennmaradt Csoszon-kori lakóháza 1475-ből

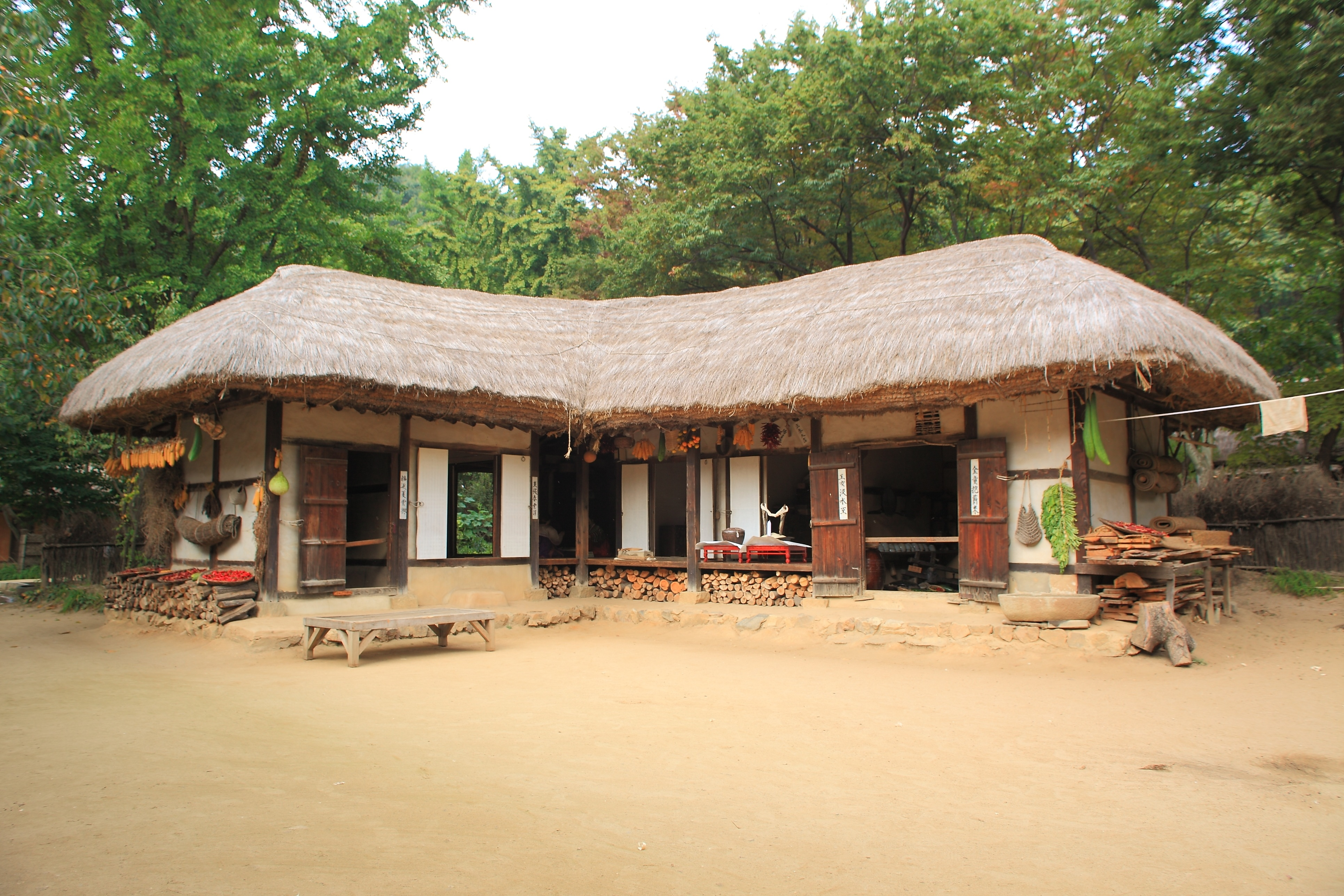
Szalmafedeles parasztház (cshogadzsip (chogajib))

A koreai építészet alatt a hagyományos koreai épületeket értjük. Korea felosztását követően már észak-koreai és dél-koreai építészetről lehet beszélni. A koreai építészet – más koreai művészeti ágakhoz hasonlóan – természethű, kedveli az egyszerűséget, igyekszik elkerülni a végleteket és meghatározott formákat használ. Nem alkalmaz éles dőlésszögeket, erőteljes vonalakat, meredek felületeket és hivalkodó színeket, inkább a „csendes belső harmónia” jellemzi.

## Az elhelyezkedés meghatározása

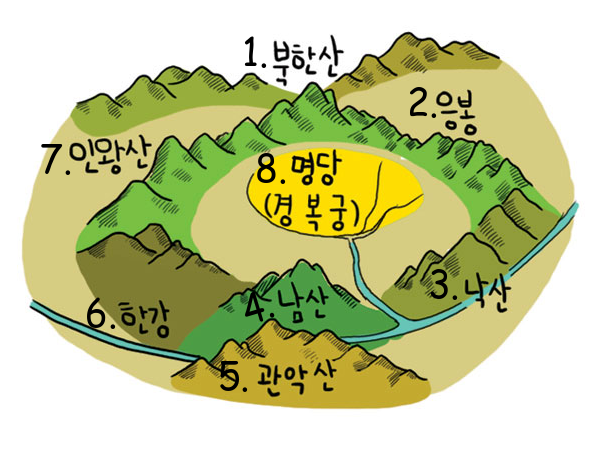
1. Pukhanszan (Bukhansan) 2. Ungbong (Eungbong)-hegy 3. Nakszan (Naksan) 4. Namszan (Namsan) 5. Kvanakszan (Gwanaksan) 6. Han folyó 7. Invangszan (Inwangsan) 8. mjongdang (myeongdang) („ideális helyszín”), ez esetben a Kjongbok (Gyeongbok) palotáé

A hagyományos koreai építészetet lehetetlen elválasztani a természettől, hiszen az építészet alapjait Koreában a természettel való összhang adta. A kínai fengsuj koncepciójának koreai megfelelője a phungszu (pungsu), mely nagy hatással volt az építészetre is. Az épületek, legfőképp a paloták, pagodák, templomok és sírok, valamint a nemesi lakóépületek ideális helyének (mjongdang (myeongdang), 명당) kiválasztásakor figyelembe vették a topográfiát, az ökológiai jellemzőket, dombok, hegyek és folyók meglétét és a leendő lakók személyiségét is. A legfontosabb elemek a hegyek és folyók: a hegyek a szél kihasználásához, a folyók a víz biztosításához kellettek. A szél és a folyó is az életenergia hordozója, ezért fontos volt, hogy az épületek ilyen területen helyezkedjenek el.

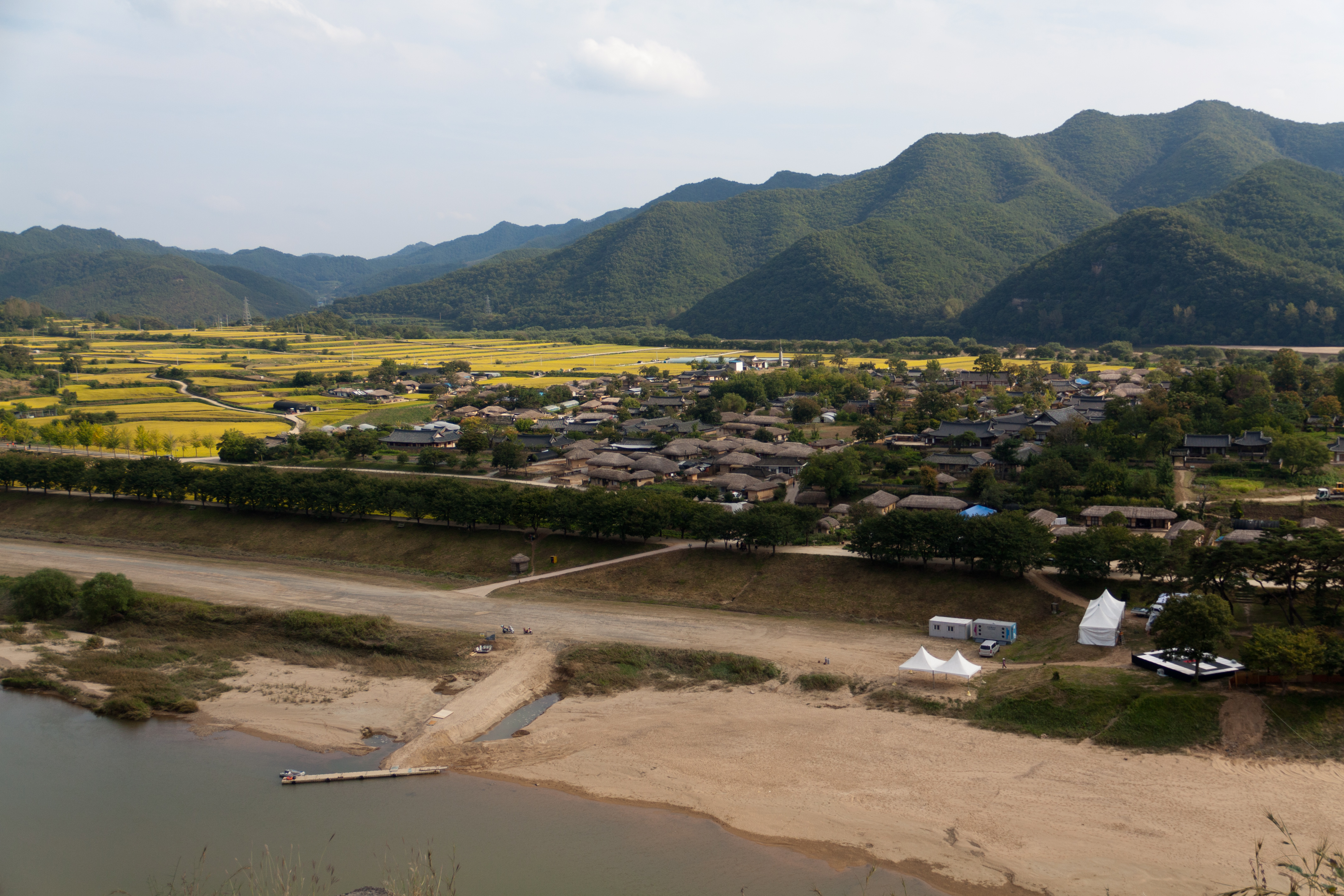
Peszan imszu (Baesan imsu): Hahö (Hahoe) falu előtt folyó, mögötte hegyek

A települések tervezésénél a legfontosabb elv a peszan imszu (baesan imsu) (배산 임수) volt, mely tulajdonképpen annyit jelent, hogy a település hátánál hegyek találhatók, melyek blokkolják a szeleket, előterében pedig folyó, amely biztosítja a föld termékenységét. Tökéletes példája az ilyen településnek például Hahö (Hahoe). A házak tájolásának elnevezése ande (andae) (안대) volt: az a kilátás, amire a ház nézett. Ez gyakran hegy volt, mivel a hegyeket változatlannak tartották. A tájolás azonban nem feltétlen volt egységes, Hahö (Hahoe) falut sok hegyorom veszi körül, a lakók kiválasztottak egyet-egyet, amerre a házukat tájolták. Ezzel szemben Andongban az összes házat nyugati tájolással, a Toszan (Dosan) hegy irányába építették. Korea topográfiája (rengeteg hegység és folyó van a Koreai-félszigeten) tökéletesen alkalmas volt a phungszu (pungsu) koncepciójának alkalmazásához, valószínűleg ez az oka annak, hogy jobban elterjedt itt, mint akár Kínában, akár Japánban.

## Anyagok, használati technikák és jellegzetességek

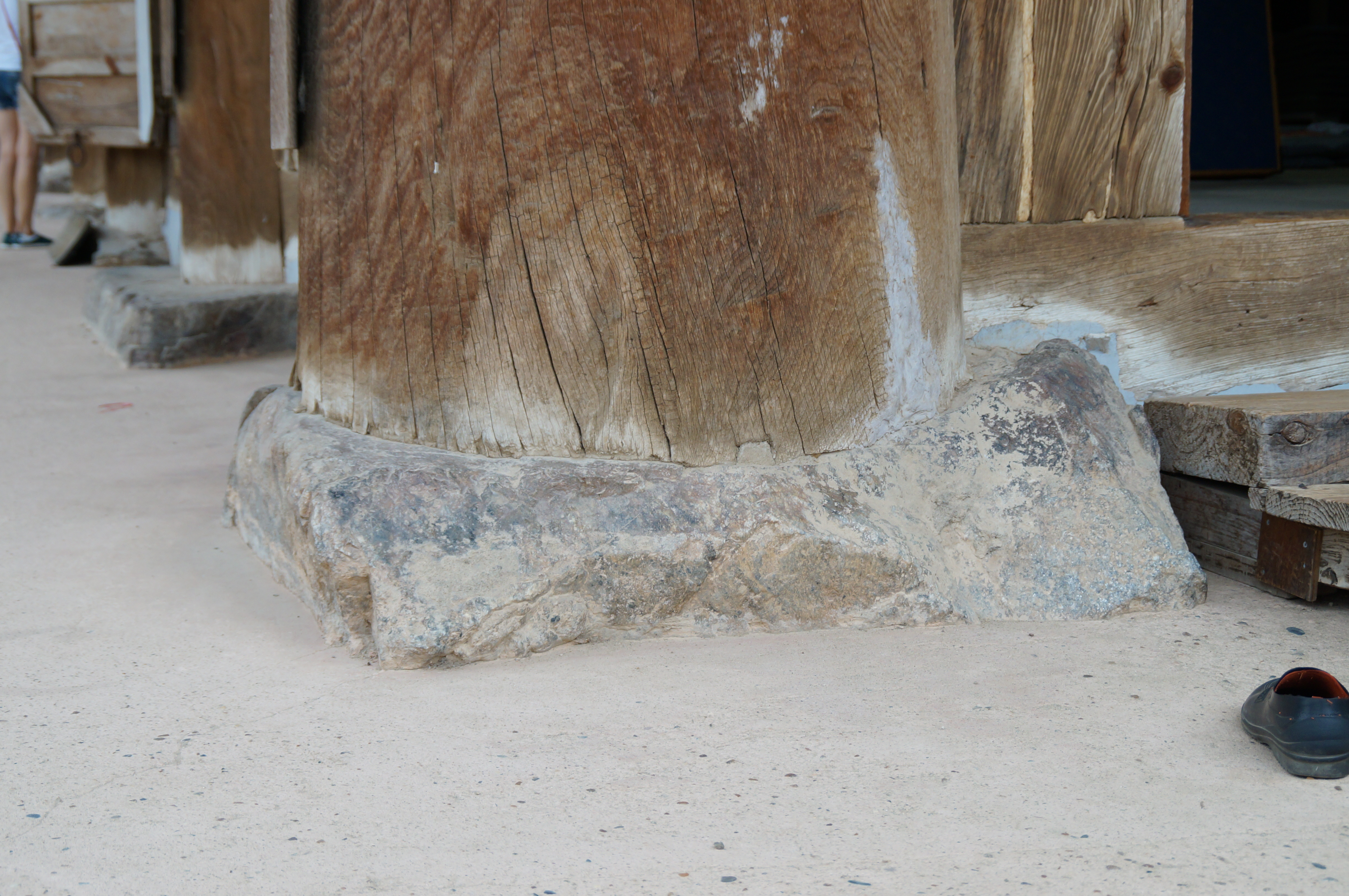
A tobong csucsho (deobeong jucho) technika demonstrációja a Magoksza (Magoksa) templomnál: az oszlop tökéletesen illeszkedik az alapkőre

A természettel való szoros kapcsolat jelenik meg a felhasznált anyagokban és az építési technológiában is. A koreai épületeket hagyományosan kőből és fából építették. Az épületet alapkövekre emelték, melyekre tartóoszlopokat állítottak. Ezt egy különleges technikával érték el, melynek neve tobong csucsho (deobeong jucho) (덤벙 주초). A technika lényege, hogy az alapköveket általában patakmederből szállították az építkezésre és eredeti formájában hagyták meg. Erre illesztették a tartóoszlopot, méghozzá úgy, hogy egy ehhez fejlesztett kurengidzsil (geurengijil) (그랭이질) nevű eszközzel bejelölték az oszlop alján az alapkő pontos felületét, majd fejszével kifaragták az oszlop alján a mintázatot. Az oszlop így tökéletesen illeszkedik a kőre, szinte egybeolvadnak, ami megakadályozza, hogy az oszlop alatt összegyűljön a nedvesség és elkorhassza a fát, valamit stabilitást is biztosít erős széllökések és földrengés esetére. A házak déli oldalához déli hegyoldalon nőtt fát használtak, az északi oldalához északi hegyoldalról hozott fát, mivel úgy vélték, a fa akkor lesz megfelelő a célra, ha az eredeti életkörülményeihez hasonló körülmények között használják fel. Ugyanezen elv alapján az oszlopokat és a mestergerendákat olyan fákból készítették, amelyek az erdőhatáron nőttek magasan a hegységekben, kitéve zord időjárásnak és heves szeleknek, mivel ezek elég ellenállók ahhoz, hogy elbírják a rájuk nehezedő súlyt. A falakhoz és dekoratív elemekhez könnyebben kezelhető fákat választottak, párás, kellemes éghajlatú völgyekből.
A koreai ácsok pontosan ismerték a hegyeket és az azokon élő fákat. Egy-egy palota építése előtt évekkel kiválasztották a hegyet és tanulmányozták a fákat, pontosan meghatározták melyik fa melyik építőelemhez lesz alkalmas. Mivel az ország nem bővelkedik egyenes és vastag törzsű fenyőben, a meglévő, görbe törzsű fákkal kellett dolgozniuk. A törzs kiegyenesítése elvékonyította volna az amúgy sem vaskos fákat, így sokszor inkább természetes formájukban használták fel őket tartóoszlopnak vagy keresztgerendának. Ilyen például az anszong (anseong)i Cshorjongsza (Cheoryongsa) buddhista templom több mint kétszáz éves Teungdzson (Daeungjeon) pavilonja, melynek mindegyik tartóoszlopa görbe fenyőtörzs. A kocshang (gochang)i Szounsza (Seounsa) templom Manszeru (Manseru) pavilonjának pedig a keresztgerendái készültek természetes állapotukban girbegurba fákból. Ez a fajta felhasználás idővel esztétikai koncepcióvá is vált a koreai építészetben.

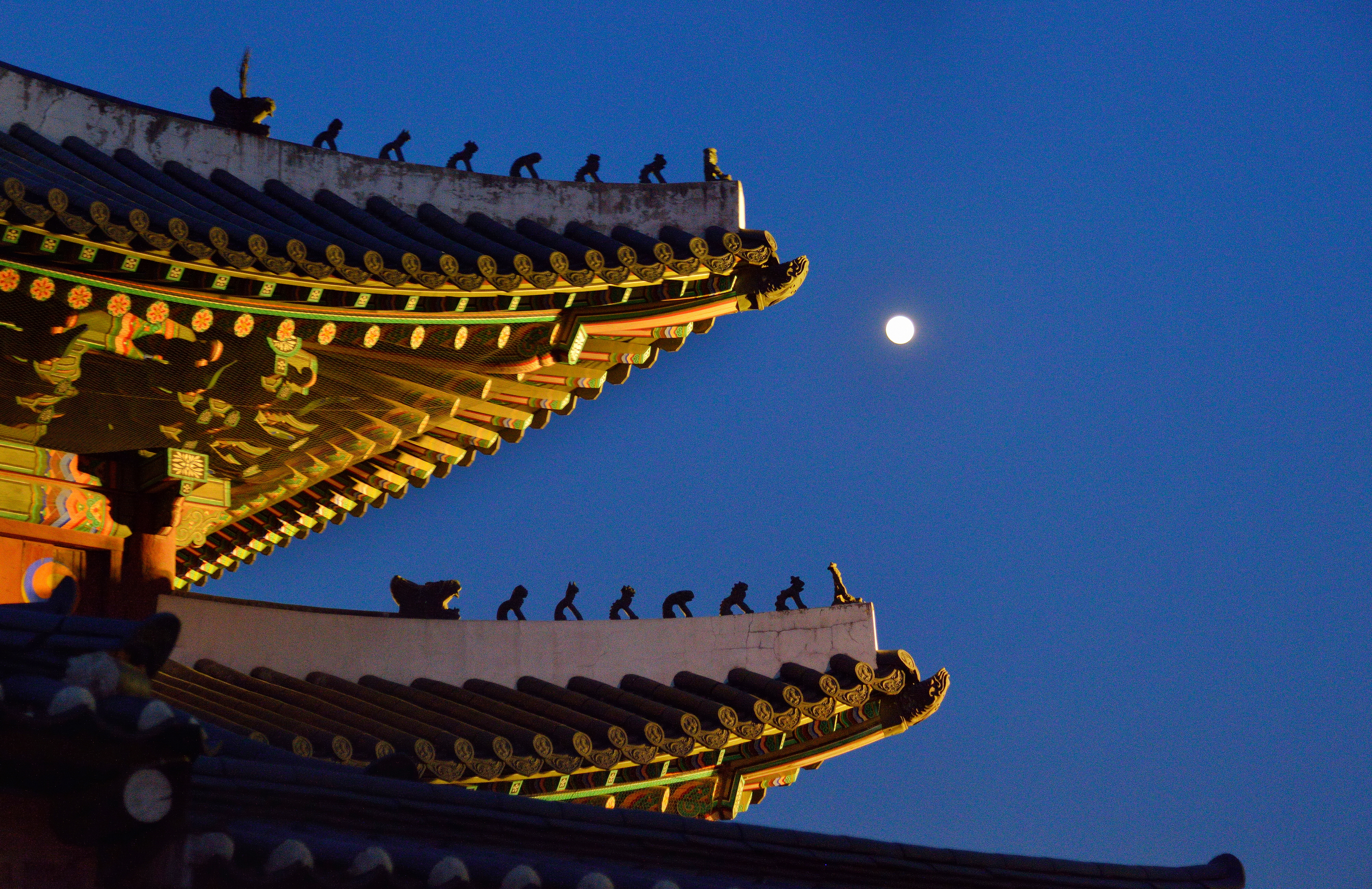
Cshoma (Cheoma): enyhén felfelé ívelt tetőszegély

Az épületek tervezésénél a Koreai-félsziget jellegzetes mérsékelt monszunéghajlatára is gondolni kellett. Koreában nagyon hidegek a telek, nagyon melegek, párásak a nyarak és sok eső esik. A koreai házak tetőszerkezete jellegzetes alakú: konkáv íve van, a szegélyei 
(cshoma (cheoma), 처마) pedig enyhén felfelé íveltek. Ez segít az eső elvezetésével, télen beengedi a napfényt a házba, nyáron pedig árnyékot biztosít. Az eső elleni szigetelést sártapasztással biztosították a tetőszerkezet alatt. A téli meleget a padló alatti ondol fűtőrendszer biztosította, míg nyáron a hűvösséget a maru (마루) padlózat. A koreai építészet különlegessége, hogy ez a két rendszer együtt létezik, míg más padlófűtéses rendszereknél (például Kínában) csak külön tudták megvalósítani a kettőt.

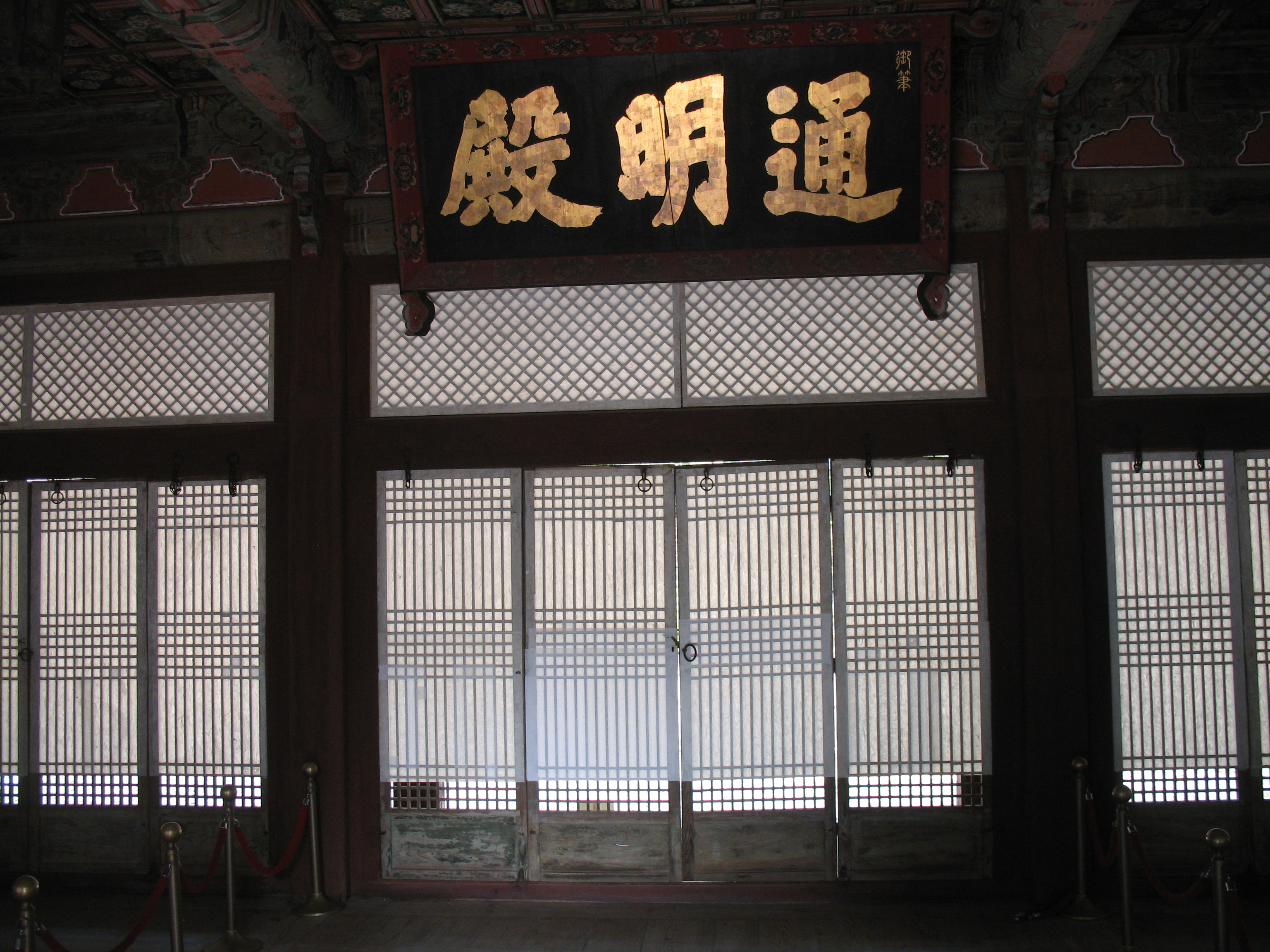
Cshanghodzsi (Changhoji) az ajtókon

A falakat sárból tapasztották, sokszor szalmát kevertek bele a nagyobb stabilitás érdekében. Előfordult, hogy a sárhoz tengeri hínárral forralt vizet kevertek, ez kiváló vízálló szigetelőanyagnak bizonyult. Ma is használják a technikát, mivel ez ugyan megakadályozza a víz bejutását a falakon keresztül, de hagyja lélegezni a falat. Az ablakokra és ajtókra speciális papírt ragasztottak, melyen neve cshanghodzsi (changhoji) (창호지). A papír a kínai papíreperfa kérgéből készül, anyagának köszönhetően átereszti a fényt és segíti a levegő mozgását a szobában, ugyanakkor nem engedi be a hideg levegőt és a szelet. A papírablakok miatt a koreai hanok házakban nincs sem túl sötét, sem túl világos.

## Története

### Őskorszak és a három királyság kora

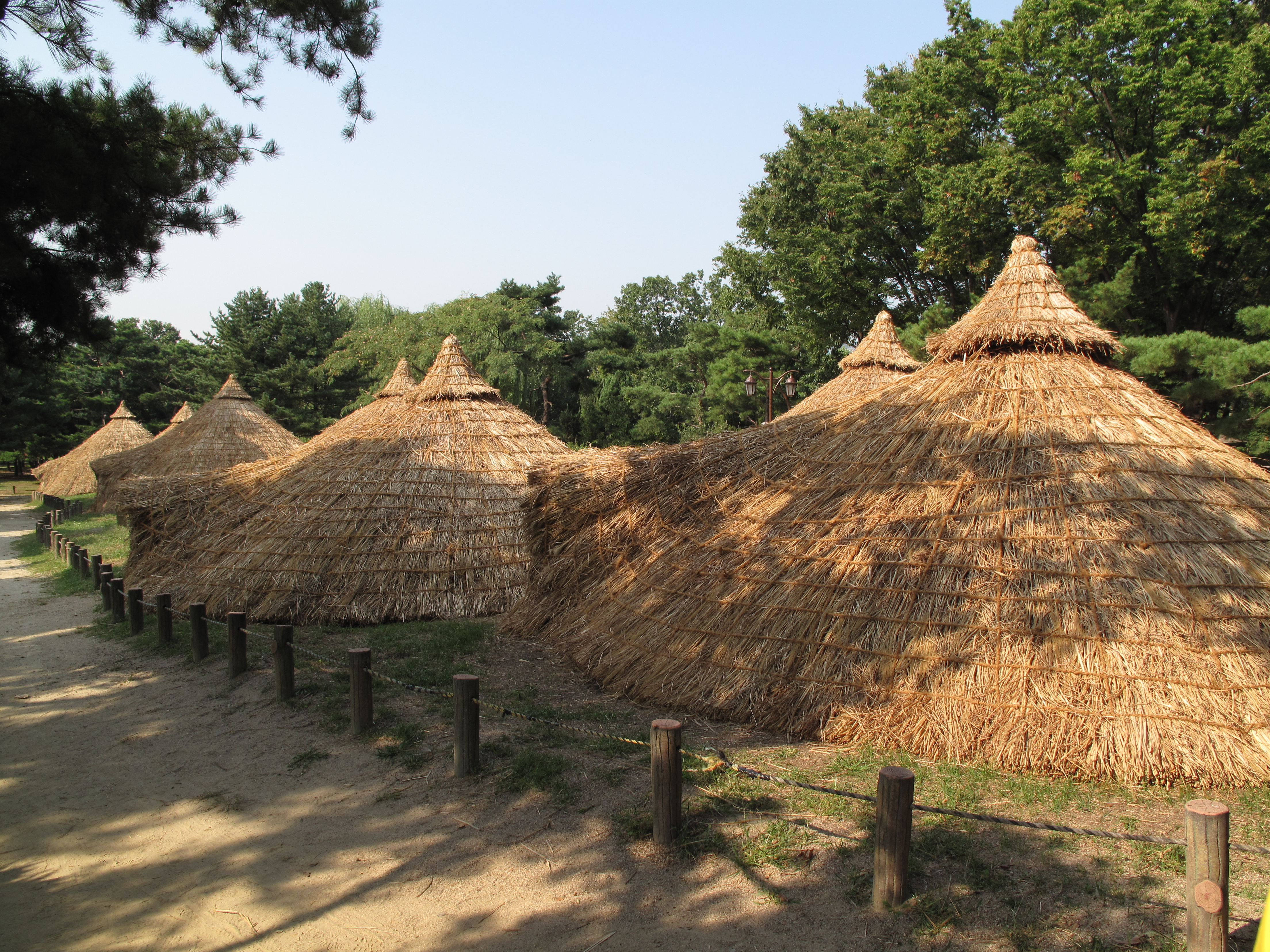
Újkőkorszaki kunyhók rekonstrukciója Amsza-tung (Amsa-dong)ban, Szöulban

Az őskőkorszakban a Koreai-félszigeten élő ősemberek minden bizonnyal barlangokban vagy egyéb természetes búvóhelyeken éltek. Az újkőkorszaki ember már földbe vájt kunyhókban élt, melynek koreai elnevezése umdzsip (umjip) (움집). Körülbelül egy méter mély, 5-6 méter átmérőjű gödröt vájtak a földbe, majd gerendákat emeltek és a kunyhót szalmával borították. Középen tűzhelyet építettek. Szöul környékén 1975-ben 11 ilyen kunyhó maradványaira leltek. A bronzkorban már megjelentek az emelt padlós házak, bár a földbe vájt építmények továbbra is léteztek.
A koreai három királyság időszakában jelentős változások történtek az építészet terén, melyet jelentősen befolyásolt a kínai kultúrával való érintkezés. A korai királyságok közül Kogurjo (Goguryeo) lakóházairól van a legtöbb információnk, egyrészt régészeti leletek, másrészt jó állapotban fennmaradt falfestmények révén, melyek dokumentálták az adott kor mindennapi életét. Ezek szerint a kogurjóiak (goguryeóiak) fával építkeztek, de kőépületek is felbukkannak a festményeken. Az épületeket szalmával fedték, a házakat kerítés vette körül. Ekkor már használatban volt a kudul (gudul), az ondol padlófűtés egy korai változata.
A kogurjói (goguryeói) paloták közül egy sem maradt fenn az utókorra, csak feljegyzésekből és ásatások maradványaiból van róluk információ. Az Anhakkung (Anhakgung) palotát 427-ben emeltette Csangszu (Jangsu) király Phjongjang (Pyeongyang)ban, a feltárt maradványokból ítélve nagy épület lehetett, mintegy 620×622 méter alapterületű. Fejlett erődítmény-építési technológiával rendelkeztek, Kínában csaknem száz kogurjói (goguryeói) erőd maradványai vannak elszórva Csilin (Jilin) és Liaoning tartományokban. Számos sír maradt fenn, melyeket kezdetben hatalmas, egymásra pakolt kőtáblákból építették fel. Ennek egyik példája „A tábornok sírja” (Csangguncshong (Janggunchong); 장군총, 將軍塚), mely 12 méter magas. Később a sírhalom-építésre váltottak: a kőtáblákból emelt sírkamra fölé földből dombot emeltek.

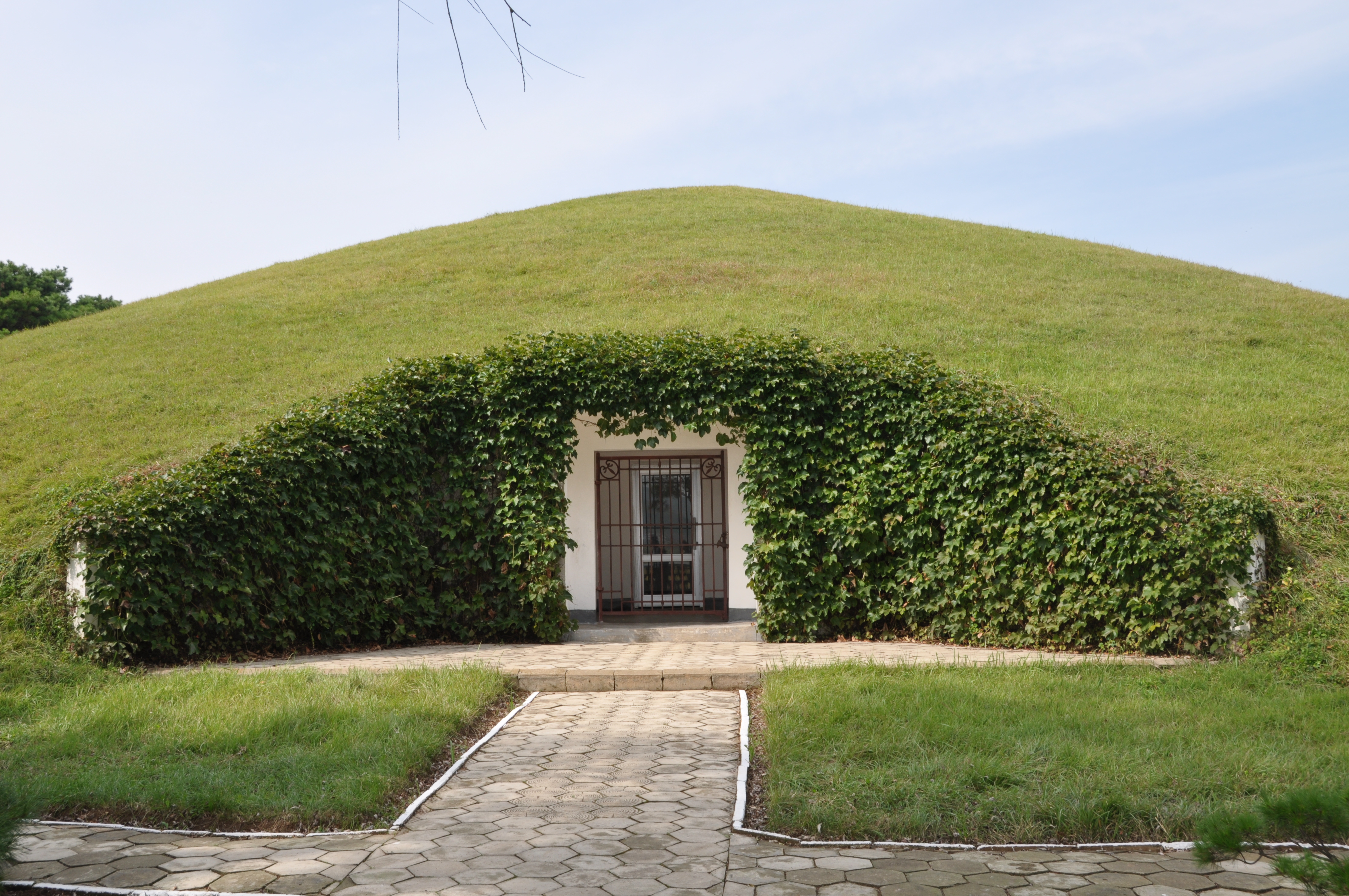
kogurjói (goguryeói) sír Észak-Koreában
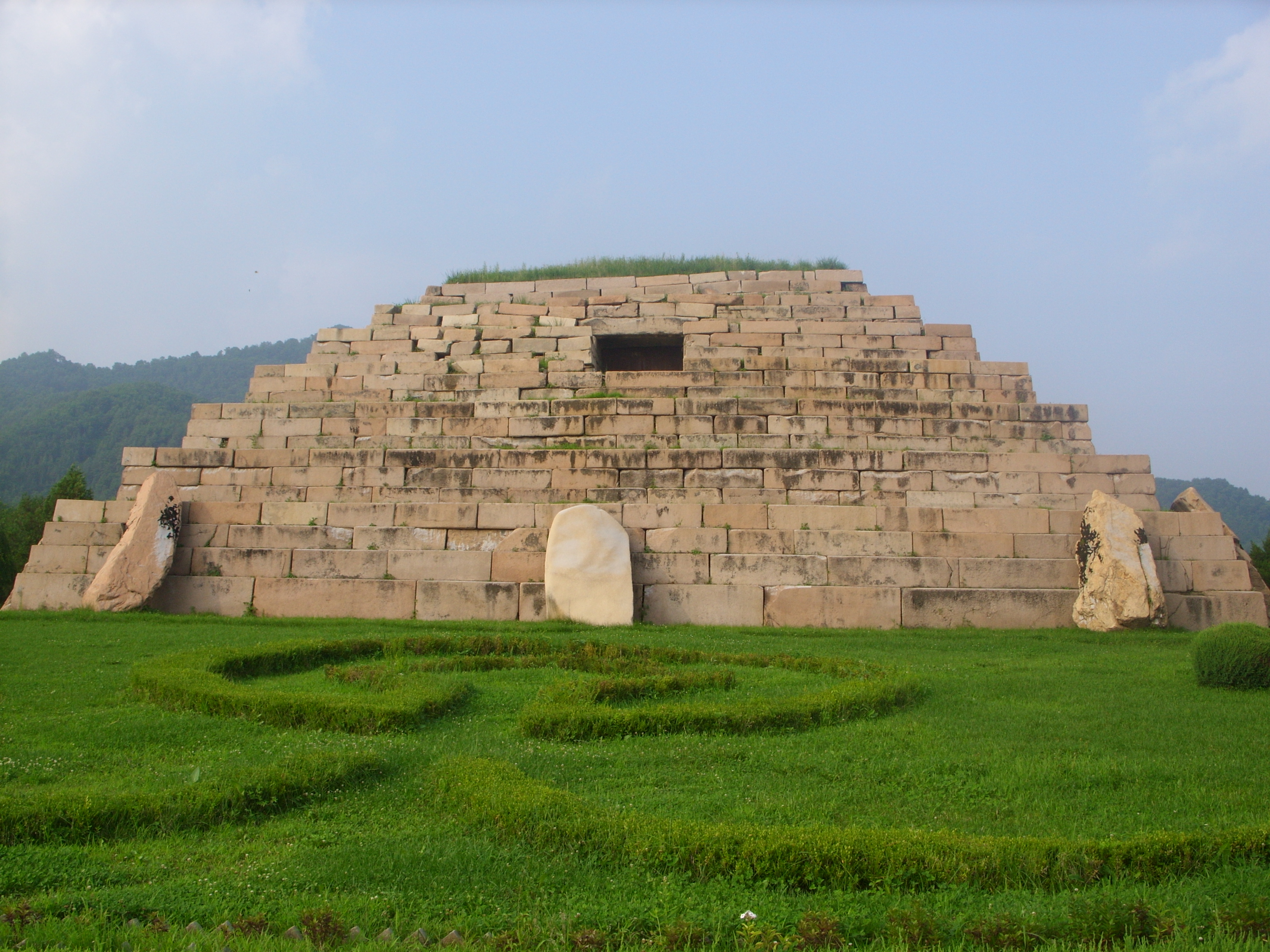
A tábornok sírja, Csilin (Jilin), Kína
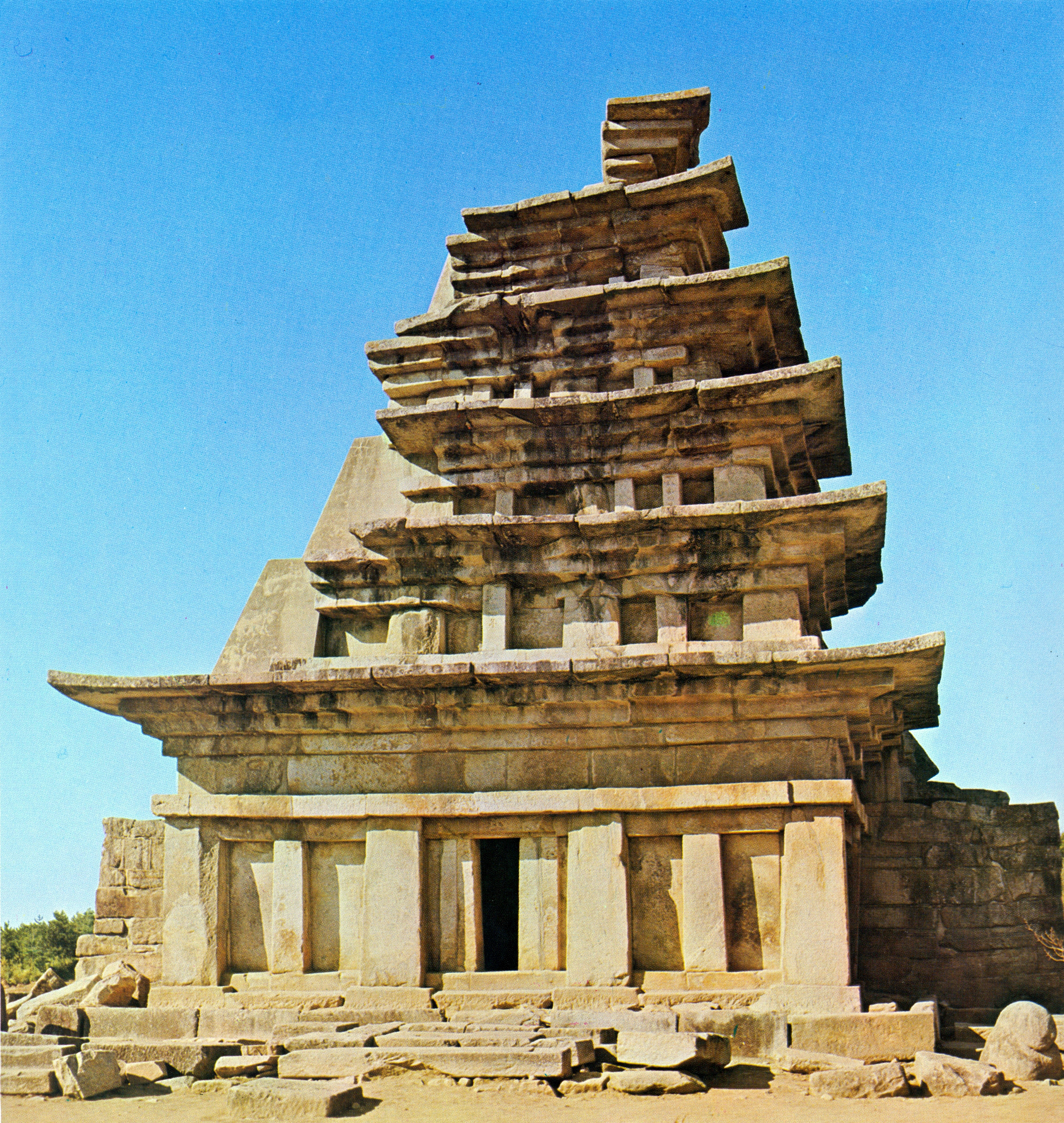
Miruksza (Miruksa)

Arra is következtetnek a történészek, hogy Pekcse (Baekje) és Silla is hasonlóképp építkezhetett. Jelentős volt ekkor a buddhista építészet, számos templom és pagoda épült, jobbára fából, melyek mára elpusztultak. Néhány, kőből épült pagoda azonban fennmaradt, ilyen például a Miruksza (Miruksa), melynek építésekor a tervezők a fapagodák stílusát próbálták meg kőre átültetni.

### Észak-déli államok kora

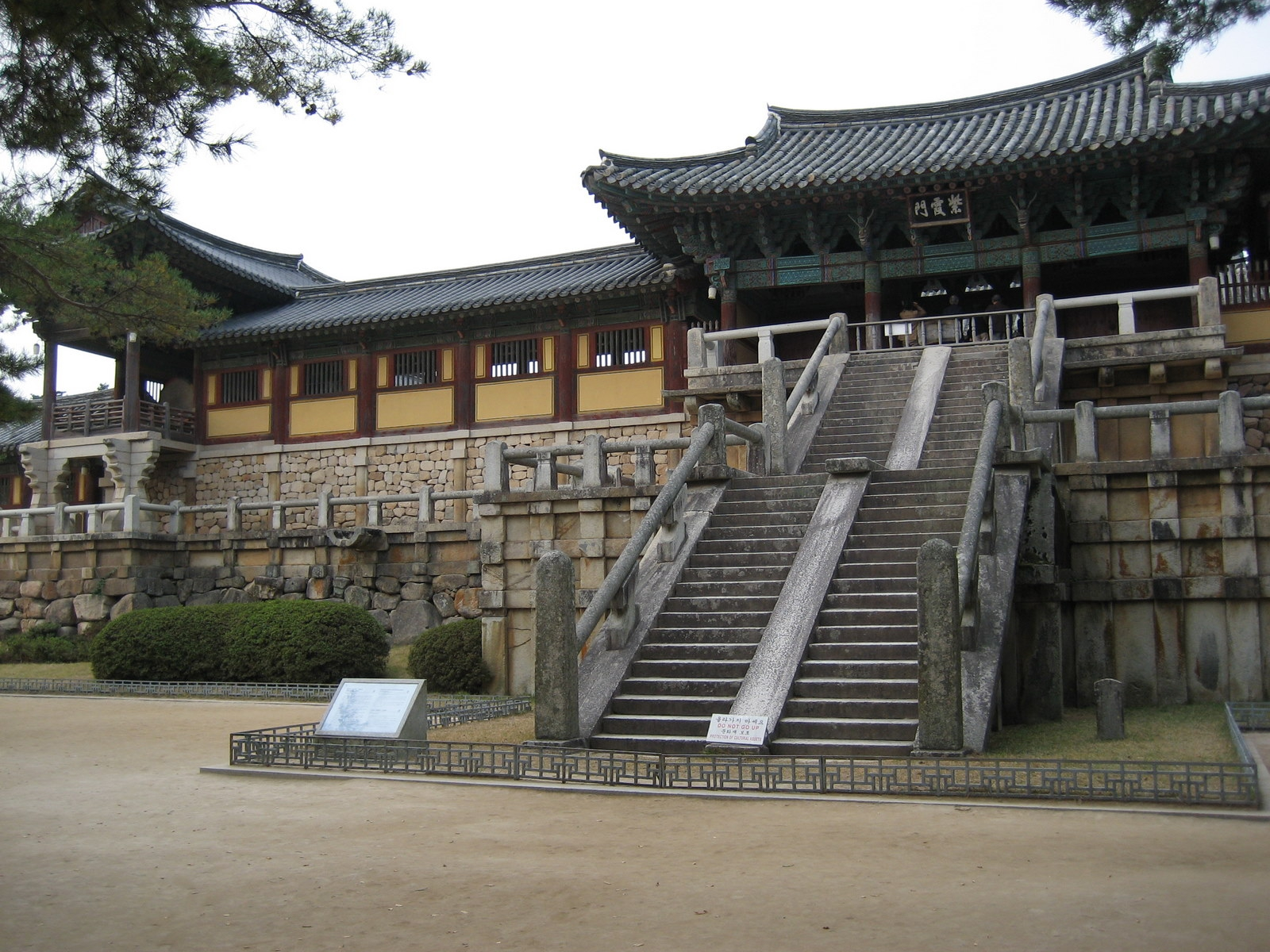
A Pulguksza (Bulguksa) templom egyik épülete

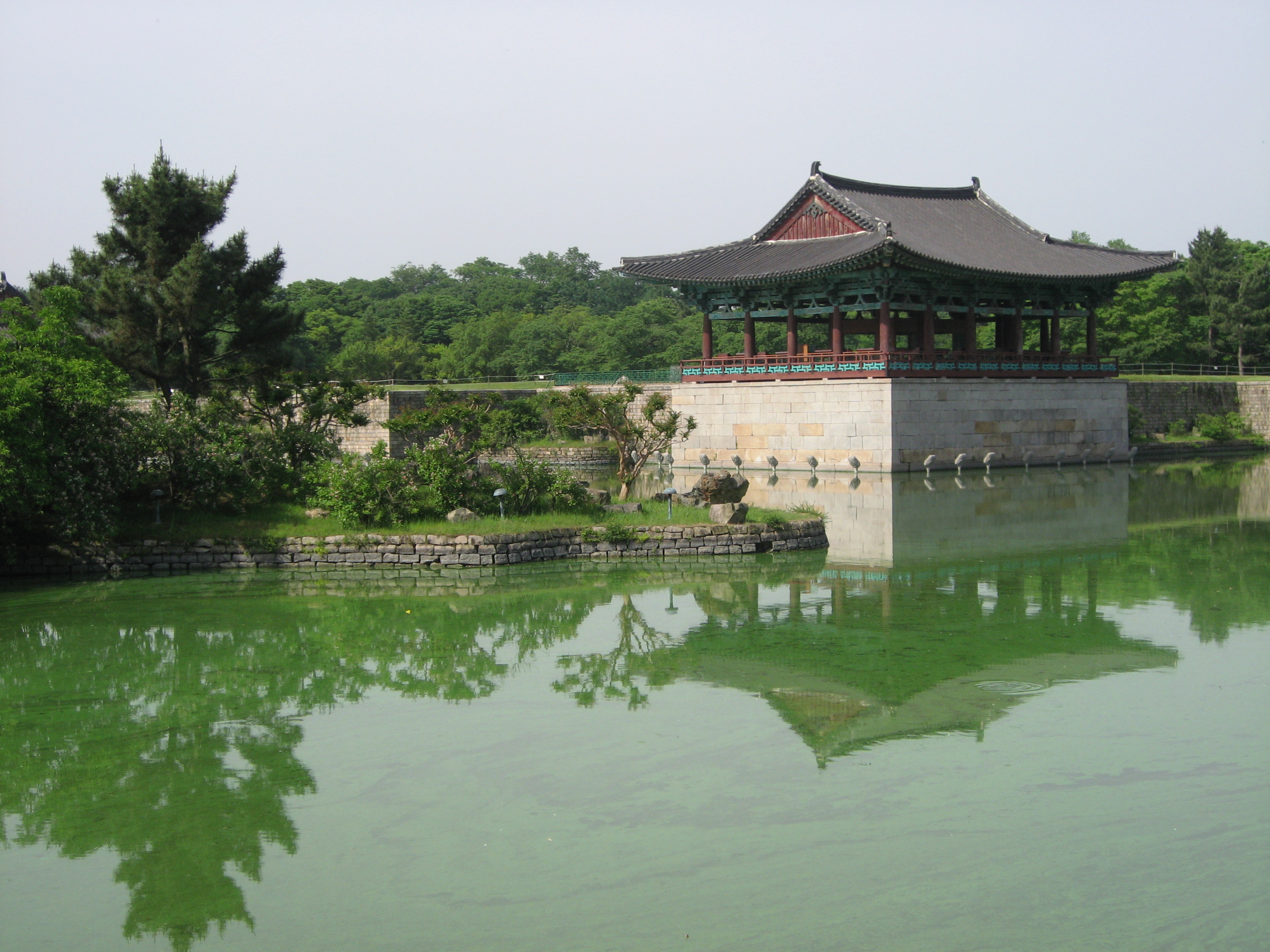
Voldzsi (Wolji) tó

660-ban Pekcse (Bakje), 668-ban pedig Kogurjo (Goguryeo) is behódolt Sillának, létrejött az Egyesített Silla (668–935). Az állam Palhéval (Balhae-val) (698–926) osztozott a Koreai-félszigeten. Ez volt az észak-déli államok kora, és egyben az ókori koreai művészetek aranykora is. Ebben az időszakban virágzott a buddhizmus, Kjongszang (Gyeongsang) tartományban egyre-másra épültek a templomok. Silla fővárosát, Kjongdzsu (Gyeongju)t a kor szokásainak megfelelően Csangan (Chang'an), a Tang-dinasztia fővárosa után modellezték, így széles egyenes utakat kapott, melyek téglalap alakú rácsot alkottak. A művészetek központja északról, az egykori Kogurjo (Goguryeo) területéről délkeletre tevődött át. Szigorú szabályok működtek osztályhovatartozás alapján, meghatározott méretű épületeket építhettek ennek megfelelően, és még a tetőcserepek, a felhasznált anyagok és a bútorok milyenségét is szabályozták.
A sillai templomépítészet legjobban megőrzött példája a Pulguksza (Bulguksa), mely a 8. században épült és két komplexumból áll, pagodákkal kiegészülve. A jelenleg látható faszerkezetek a 17. századból származnak, a kőépítmények – beleértve az épületek alapjait, a lépcsőket és a kőpagodákat – viszont eredetiek. Az ugyanitt található Szokkuram (Seokguram)-barlanggal együtt a templom az UNESCO világörökség részét képezi, valamint Dél-Korea történelmi látványosságai közé tartozik. A pagodaépítészet tekintetében a pekcse (bakje)i pagodákat átvették, de egyes elemeket elhagytak vagy leegyszerűsítettek, az emeletek számát pedig a legtöbb esetben háromra csökkentették. A Pulguksza (Bulguksa) templom Szokkathap (Seokkatap) pagodája („Sakjamuni pagoda”) jól illusztrálja a 8. századi sillai pagodák szinte tökéletes arányosságát, az emeletek szélessége alulról felfelé 4:3:2 arányú.
A palotaépítészetet is magas fokon művelték a sillai mesteremberek. Ennek egyik kiváló példája a Voldzsi (Wolji) tó a Kjongdzsu (Gyeongju)ban található silla-kori palotakertben, mely egy, a 7. században létrehozott mesterséges tó. Amikor 1976-ban a tó medrét a helyreállítási munkálatok során kikotorták, felszínre került az eredeti, kőből épített part, valamint a tó vizének frissességét szabályzó komplex szerkezet is.
A palhe (balhae)i pagodaépítészet emlékei a mai Északkelet-Kínában, illetve az orosz Tengermelléki határterületen találhatók, különösen a volt fővárosban, Szanggjong (Sanggyeong)ban, amely most a kínai Ningan városában fekszik. A palhe (balhae)i pagodák egyik jellegzetes példája a mai Csangpaj (Changbai) megyében található ötszintes Jonggvangthap (Yeonggwangtap), mely a sillai kőpagodákhoz igen hasonló. A lakóépületekről szinte semmit nem tudni, maradványok alapján a kogurjói (goguryeói) építészet lehetett rájuk erőteljes hatással.

### Korjo(Goryeo)

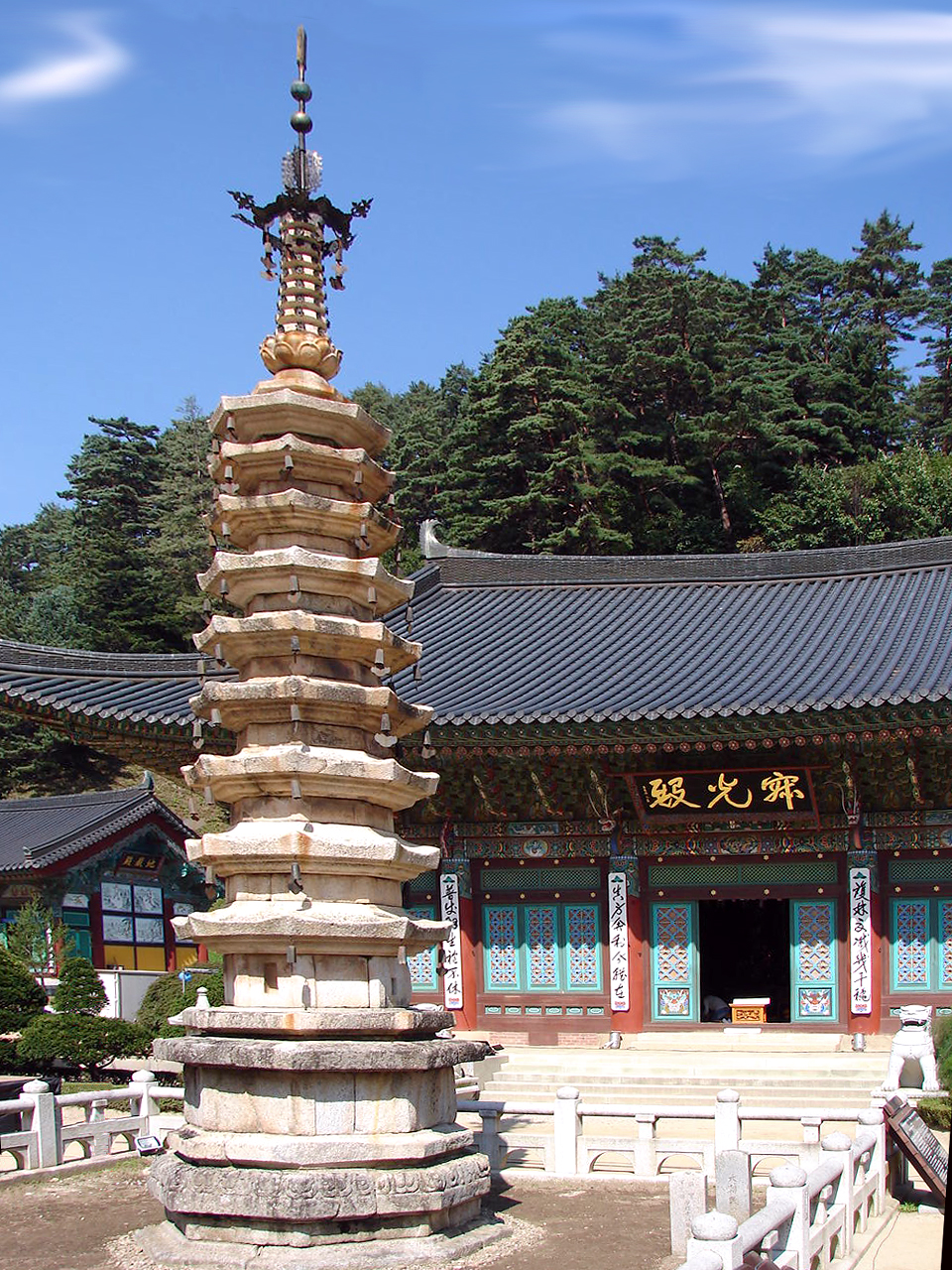
Voldzsongsza (Woljeongsa) pagoda

A korjói (goryeói) építészetre valószínűleg a Tang-kori építészet lehetett leginkább hatással, ami a 12. században, a kereskedelemnek köszönhetően jutott el Koreába. Ezt a stílust koreaiul csusimpho (jusimpo) (주심포) stílusnak nevezik. Jellegzetessége, hogy csak az oszlopok tetején helyeztek el dúcot, méghozzá oszlopokat összekötő oldalsó gerenda nélkül. Az oszlopfőn négyzet alakú dúcsüveg helyezkedik el. A kazettás mennyezet hiánya miatt a koszorúgerendák és a talpszelemenek is szabadon látszanak.
Az 1300-as években a Szung-dinasztia (Song-dinasztia) hatására újabb építészeti stílus, a tapho (dapo) (다포) kezdett el terjedni Korjóban. Jellemzője a többdúcos megoldás, tartóborda helyett. Ez látványosabb, mint a csusimpho (jusimpo), mivel az oszlopok közötti dúcok kitöltik a korábban üres teret. Ilyen stílusban épült a Simvonsza (Simwonsa) (심원사) templom Pogvangdzson (Bogwangjeon) (보광전) terme.
A pagodaépítészetben Korjo (Goryeo) eleinte a sillai tradíciókat követte, bár a tetőkövek vékonyabbak voltak, az ereszgyámkövek száma pedig 3-4-re csökkent. Később teljesen megváltozott a stílus, több emeletet emeltek, a gyámkövek szinte felismerhetetlenné váltak és jelentősen csökkent az egyes emeletek magassága. Készültek oktagonális pagodák is, mint a Voldzsongsza (Woljeongsa) (월정사) kilencemeletes pagodája. A korszak vége felé a pagodaépítészet szinte teljesen megszűnt.
A korjói (goryeói) építészeti emlékek közül nem sok maradt fenn az utókornak, a legtöbb elpusztult a különféle támadásokban. Csupán néhány épület maradt meg a 14. századból, a Puszoksza (Buseoksa) (부석사) templom Murjangszudzson (Muryangsujeon) (무량수전) terme és Csoszadang (Josadang) (조사당) épülete, valamint a Szudoksza (Sudeoksa) (수덕사) templom Teungdzson (Daeungjeon) (대웅전) terme, mindhárom nemzeti kincs besorolást kapott az örökségvédelmi hivataltól. A leírások szerint a kegjongi (gaegyeongi) Hungvangsza (Heungwangsa) (흥왕사) templom grandiózus alkotása volt a korjói (goryeói) építészetnek, arany és ezüst pagodákkal. A korjói (goryeói) építészet egyik jelentős fennmaradt alkotása még a márványból készült Kjongcshonsza (Gyeongcheonsa) pagoda (개성 경천사지 십층석탑 Keszong Kjongcshonszadzsi sipcshung szokthap (Gaeseong Gyeongcheonsaji sibcheung seoktap)), amely egykoron a Kjongcshonsza (Gyeongcheonsa) templomhoz tartozott. A pagoda a Koreai Nemzeti Múzeumban látható.

### Csoszon(Joseon)
Csoszon (Joseon)ban praktikus szempontokat is figyelembe vettek az építkezéseknél, a déli fekvésű épületekben a szobákat egymás mellé építették, hogy a szél átjárhassa őket, az északi fekvésűeket L-alakban, hogy télen védve legyenek. A nemesek házai fából készültek, cseréptetővel, a köznép lakóházai vályogból, nádtetővel. A házakat ebben a korban már társadalmi státustól függetlenül egyre inkább ondol (padlófűtés) fűtötte.

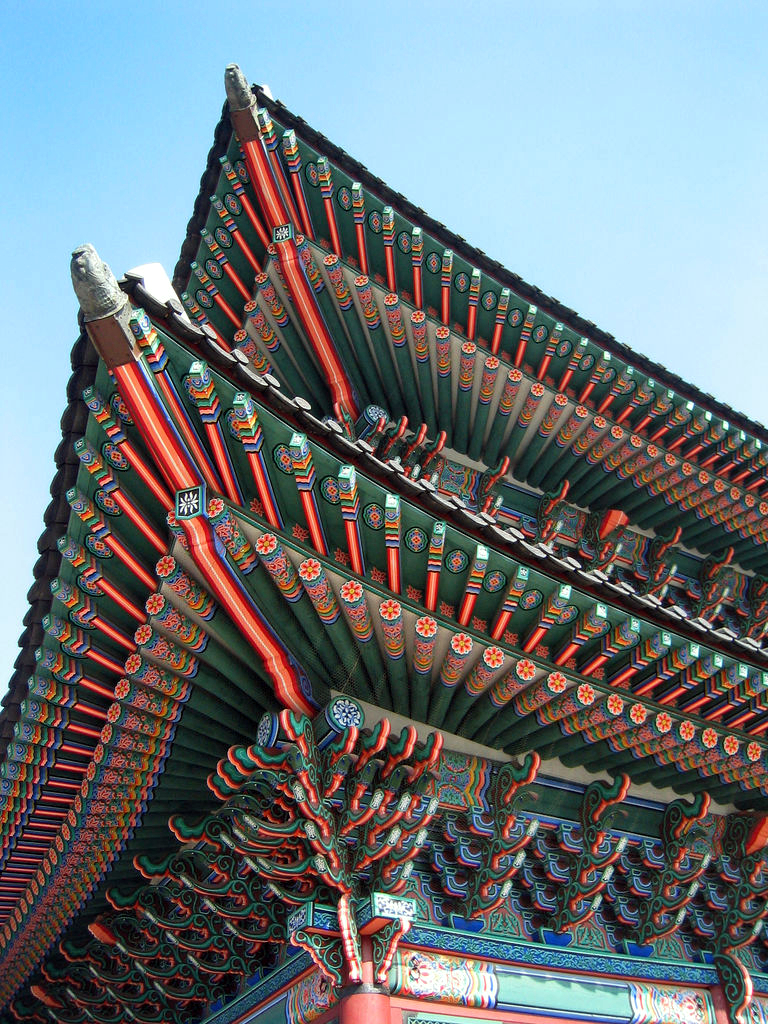
A Kjongbokkung (Gyeongbokgung) palota egyik épületének részlete, tancshong (dancheong)-színekkel

A korabeli építészet nemigen tért el a korjóitól (goryeói), az épületek nagy része fából készült, íves tetőszerkezettel, dúcos gerendákkal, cserepes tetővel. A koreai építészet kifejlesztette a saját színpalettáját, jellegzetes vörös, kék, sárga, fehér és zöld árnyalatokkal. A technika neve tancshong (dancheong), melynek elsajátítását komoly művészetként tartották számon, és külön mesterek foglalkoztak vele.
A Csoszon (Joseon)-kor jellegzetessége a palotaépítészet (a fővárosban számos királyi palota áll), valamint a konfuciánus emlékhelyek, melyek szerte az országban elterjedtek voltak, ezek közé tartozik a Csongmjo (Jongmyo)-szentély is. Minden épület tervezésénél fontos szempont volt, hogy az építmény harmonizáljon a környezetével, így a gazdagabbak otthonában gyakran volt kert is. Az egyik leghíresebb a Cshangdokkung (Changdeokgung) palota Titkos Kertje.
Bár a kor a palotaépítészetéről nevezetes, épültek ekkor erődök is, például a Hvaszong (Hwaseong), 1794-ben.

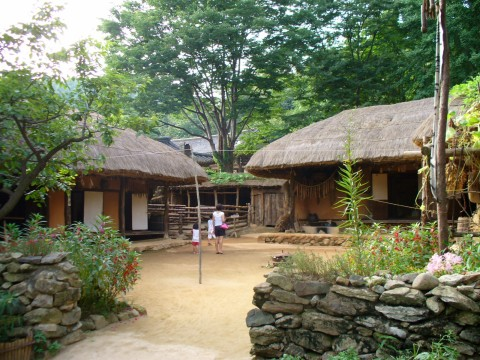
parasztház
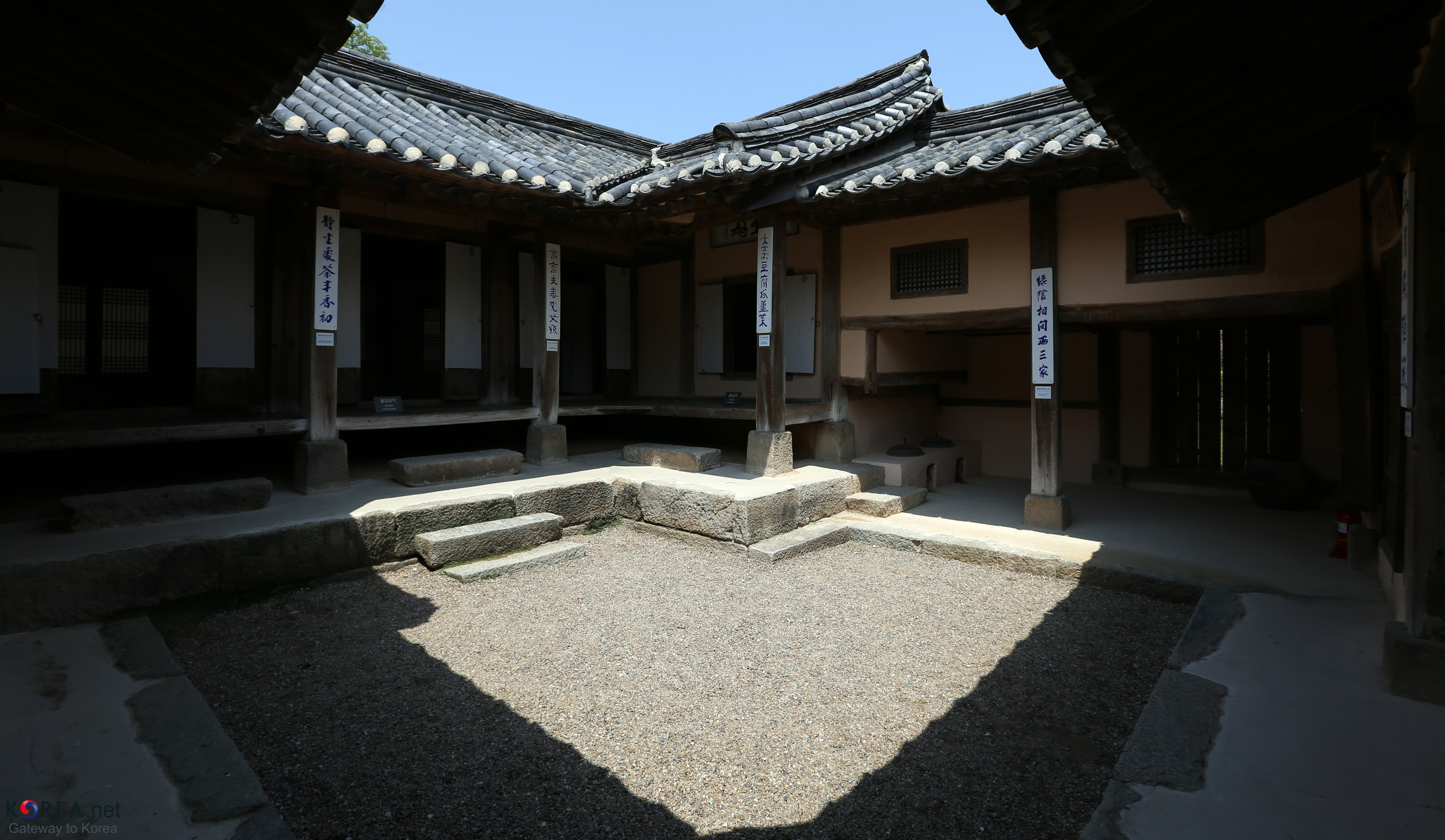
jangbandzsip (yangbanjib)
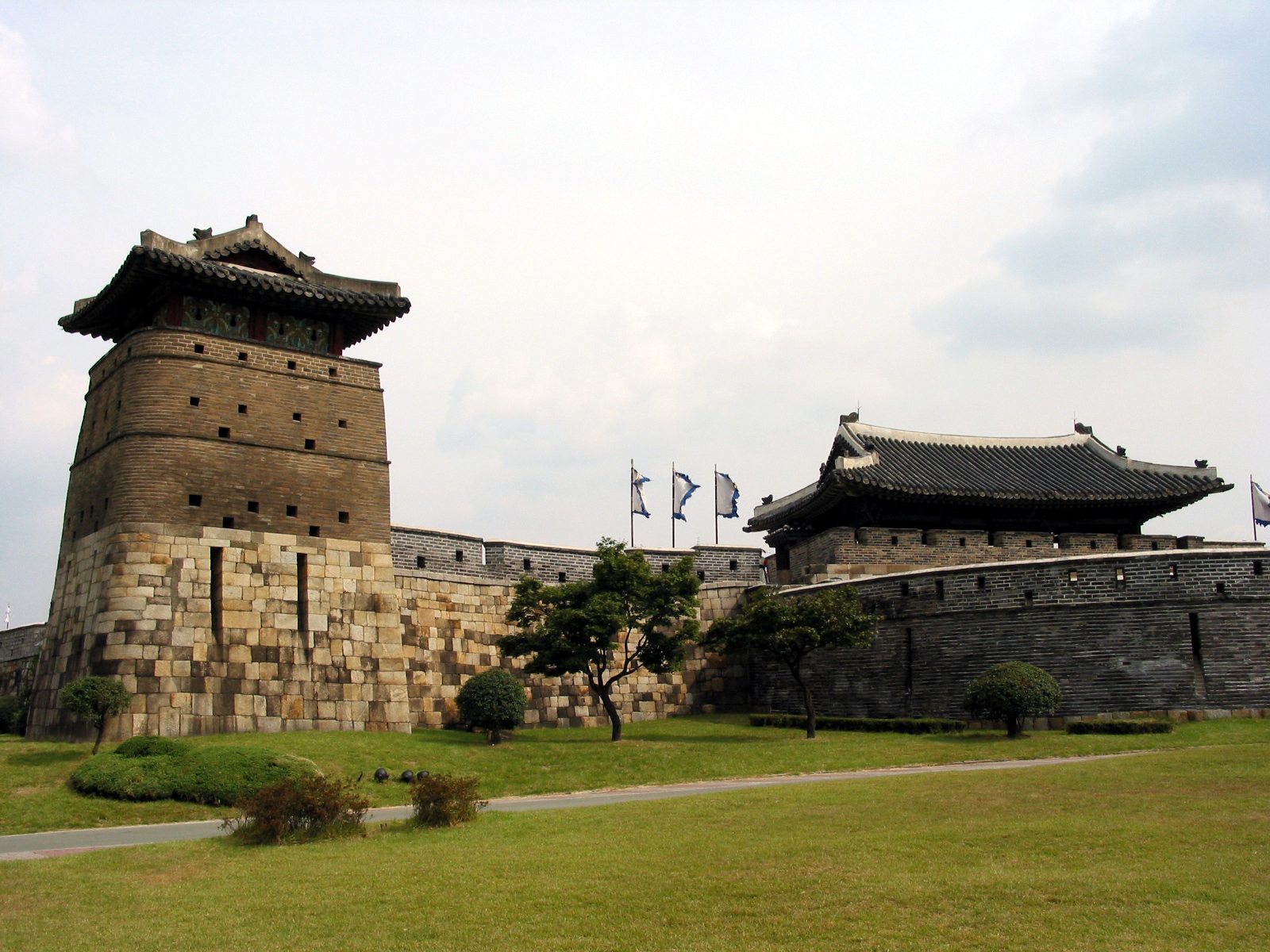
Hvaszong (Hwaseong) erőd

### A modern építészet kezdetei és a japán gyarmati időszak

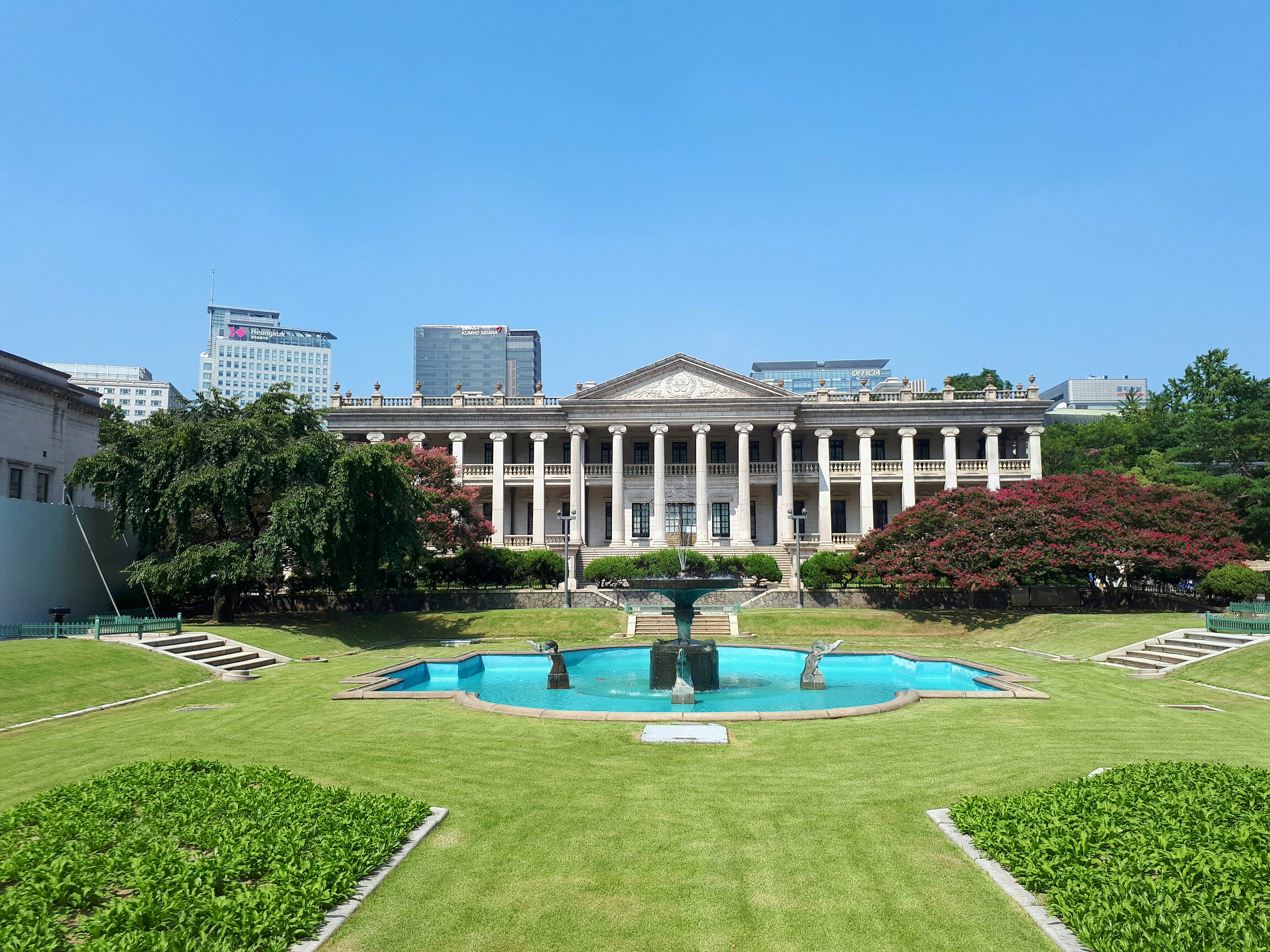
A Szokcsodzson (Seokjojeon) a Tokszu (Deoksu) palotában

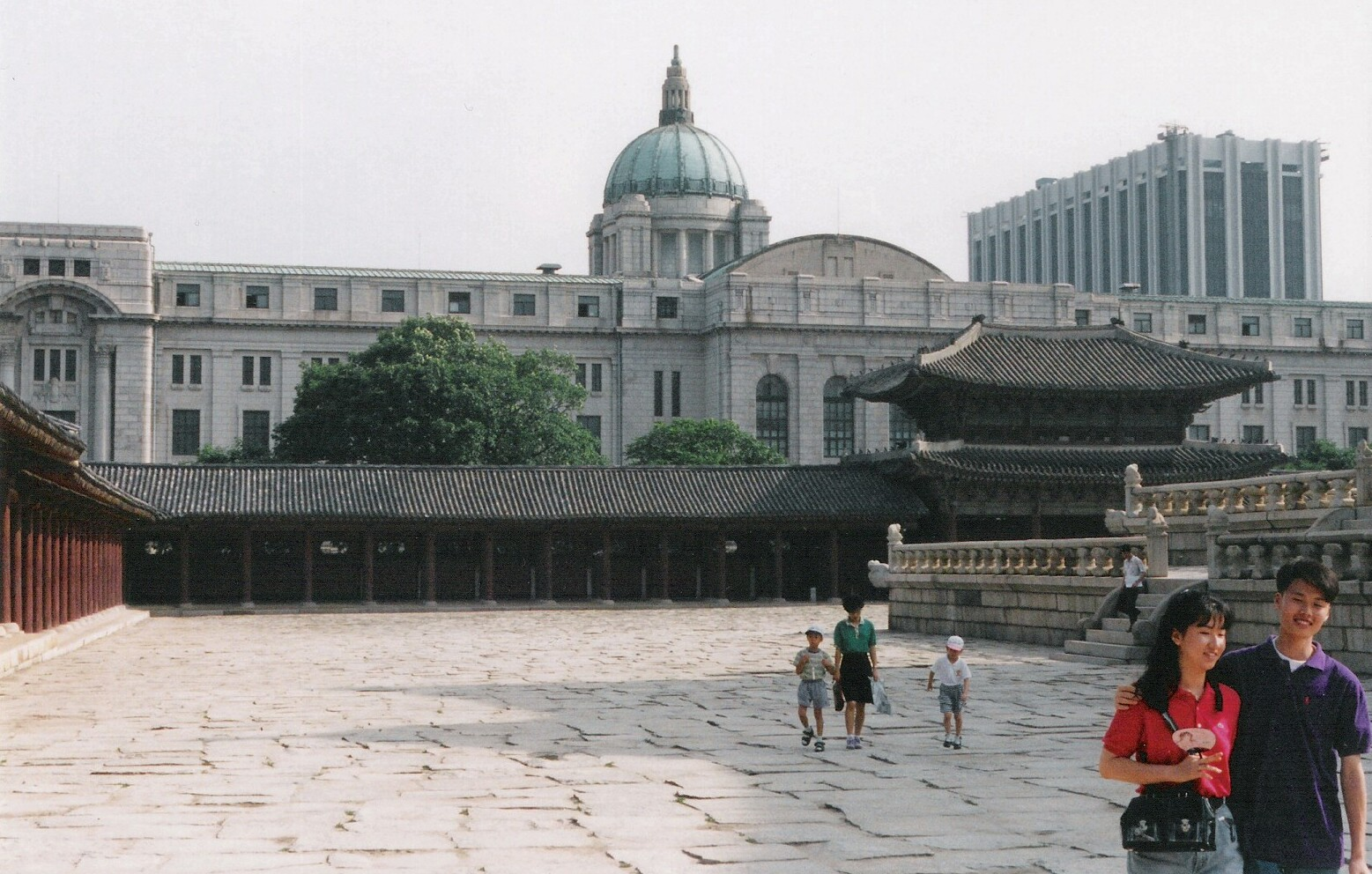
A japán kormányzói épület 1995-ben

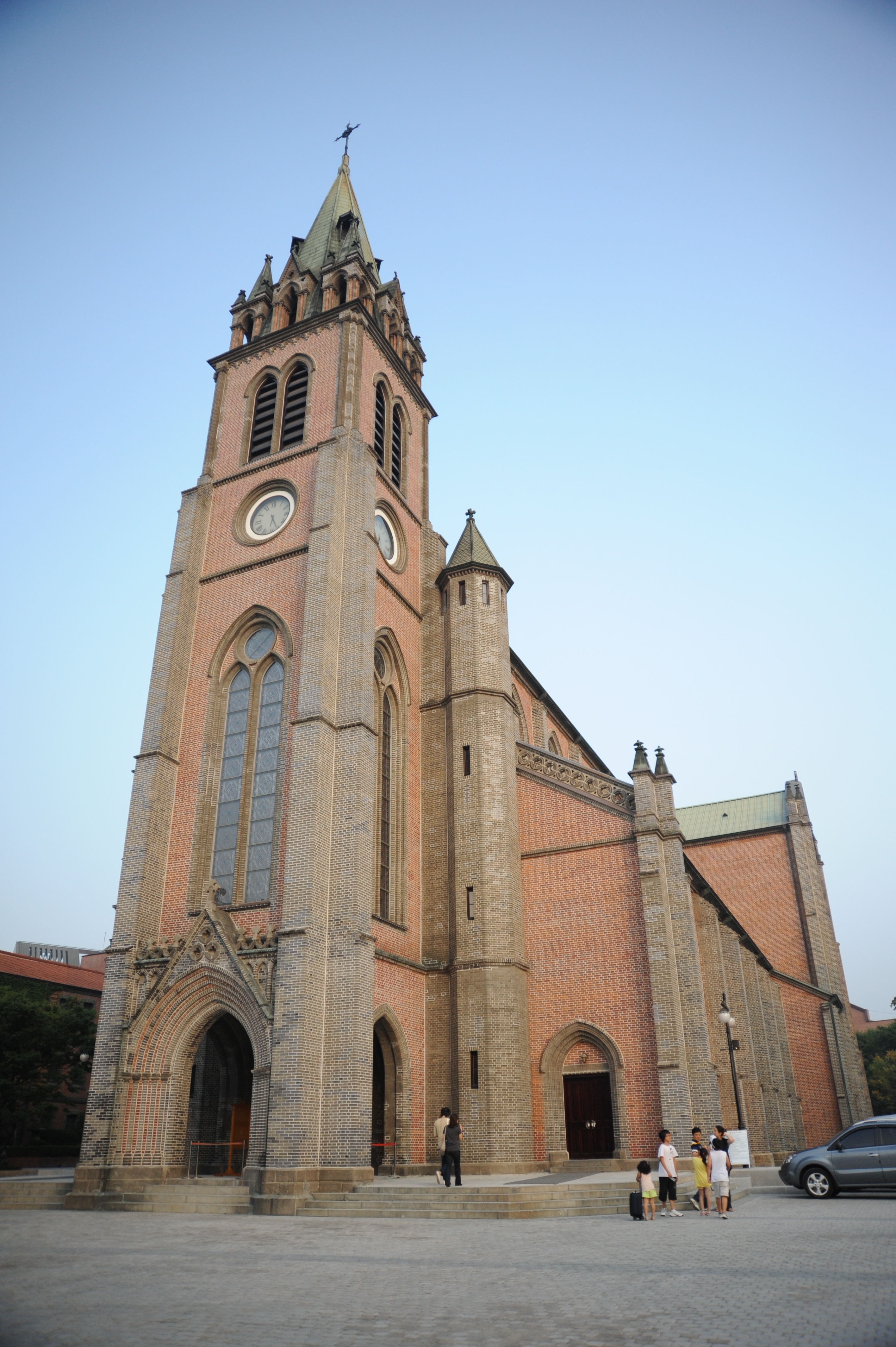
A mjong-tong (myeong-dong)i katedrális

A nyugati művészetek a 19. század végén kezdtek beszivárogni Koreába, amikor is az ország különféle külföldi hatalmakkal kötött szerződéseket. A legelső nyugati stílusú épületről nem maradt fenn információ, de felehetően az 1870-es évek végén épülhetett. 1880-ban a japán Daikuragumi vállalat épített kétszintes konzulátust, az első ilyen stílusú középület pedig egy három egyszintes téglaépületből álló telefonközpont volt. 1890-ben emelték a brit követség épületét, amelyet az orosz, a francia és a belga követett. Mindegyik reneszánsz-szerű stílusban épült. Vallási épületek is készültek, például a gót stílusú mjong-tong (myeong-dong)i katedrális, amelyet 1898-ra fejeztek be.
1900-ban a császár felkérésére egy brit építész neoreneszánsz stílusú épületet tervezett a Tokszu (Deoksu) palotába Szokcsodzson (Seokjojeon) néven. A kőépület ma a Modern Művészetek Múzeumának egyik szárnyaként funkcionál és 1909-re készült el. A nyugati stílusú épületek építése miatt nyugati berendezési tárgyakra is szükség volt, így a palotában és egyes középületekben az ajtókba üveglapok kerültek, 1900-tól pedig elérhetővé váltak az elektromos lámpák is.
A japán gyarmati időszakban a nyugati stílusú épületeket japánok építették, egyik legismertebb példája ennek a neoklasszicista japán kormányzói épület, mely 1926-ban épült a Kjongbok (Gyeongbok) palota területén, a Japánban élt német építész, Georg de Lalande tervei alapján. A gyarmatosítók az épületet szimbolikusan a trónterem elé építették, elzárva a kilátást a palotára. Mindehhez a palota több eredeti épületét és kapuját elbontották. Az épület lebontását heves vita előzte meg, több történész és művészettörténész is azzal érvelt, hogy meg kell őrizni az épületet, mint Korea múltjának emlékeztetőjét, végül azonban a lebontása mellett döntött a parlament és 1995-ben megkezdődött a lerombolása. Az épület kupoláját a Koreai Függetlenség Csarnokába szállították, ahol a földbe temették, kilátszó része pedig olyan mélyen fekszik, hogy a látogatók felülről tekinthetnek le rá („lenézhetik”). Az épület többi részét föld alá temették, egy részének darabjait pedig elszórták a csarnok területén.
Az 1930-as évek japánok irányította koreai építészetére a racionalizmus volt a jellemző. Ilyen stílusban épült például a Hvasin (Hwashin) áruház (1931) vagy a Csoszon Ilbo újság 1935-ös székháza. Ebben az évtizedben végeztek az első modern koreai építészek is, akik közül kiemelkedik Pak Killjong (박길룡, Park Gil-ryong) és Pak Tongdzsin (박동진, Park Dongjin) tevékenysége.

## Épülettípusok
A hagyományos koreai építészetben a felhasznált anyagok és az épület célfelhasználási területe szerint is lehet csoportosítani az épületeket. A faépületek jellemzően lakóépületek, paloták, kormányzati épületek, konfuciánus iskolák, vendégházak (keksza (gaeksa), 객사), konfuciánus kegyhelyek (munmjo (munmyo), 문묘), templomok voltak. Kőből pagodákat, hidakat és erődítményeket emeltek, míg a téglaépületek között pagodákat és sírboltokat találni.
A faépületek jellemzően oszlopos épületek voltak, két fő típusuk létezik: a mindori (민도리) és a kongpho (gongpo) (공포) stílusú épület. A mindori típusú épületek jobbára lakóépületek, ahol az oszlopok, gerendák és fedélszékek egymásba kapcsolódnak. Ezek egyszerűbb felépítésűek, és a kőkorszaki kunyhók tetőszerkezetéből fejlődtek ki. A bonyolult kongpho (gongpo) stílus inkább a palotákra, templomokra, kegyhelyekre, kormányzati épületekre volt jellemző és már a Kogurjo (Goguryeo) királyságban is ismerték. Ez a stílus egy komplex dúcrendszert jelent, mellyel a tetőgerendákat és az íves ereszeket támogatták meg.